# Мельничук, Сергей Петрович
Серге́й Петро́вич Мельничу́к (укр. Сергій Петрович Мельничук; род. 26 января 1972, Житомирская область, Украинская ССР, СССР) — украинский военный и политический деятель. Депутат Верховной рады Украины VIII созыва. Подполковник, бывший командир батальона «Айдар».

## Биография
- 1989—1994 года — учился в Житомирском высшем ракетном командном училище ПВО.
- 1994—1995 года — инженер службы ракетного вооружения.
- 1995 год — начальник отделения сборки и снаряжения ракет.
- 1995—1997 года — заместитель начальника технической батареи.
- 1997—2000 года — командир технической батареи.
- 2000—2001 года — заместитель начальника дивизиона.
- 2002—2004 года — старший инженер групп.
- 16 апреля 2004 года — уволен из вооружённых сил по состоянию здоровья в звании майора.
- 16 февраля 2007 года — принят на должность менеджера по снабжению в ОАО «ПлазмаТек».
- 21 мая 2007 года — переведён на должность заместителя генерального директора по техническому обеспечению.
- 6 марта 2008 года — принят на должность генерального директора ОАО «Материк-М».

### С 2014 года
По собственным утверждениям (позднее отказался), был сотником «Самообороны Майдана». С апреля 2014 года проходил военную службу по призыву по мобилизации, весной возглавил 24-й батальон территориальной обороны Луганской области «Айдар» Министерства обороны Украины.
В октябре 2014 года на досрочных выборах в Верховную Раду избран народным депутатом по списку Радикальной партии Олега Ляшко под № 3.
5 февраля 2015 года, после штурма и поджога бойцами «Айдара» Министерства обороны Украины (по словам Олега Ляшко), «за действия, дискредитирующие звание народного депутата Украины и нарушение присяги народного депутата» Мельничук был исключён из фракции Радикальной партии Олега Ляшко. Вскоре принял решение о переходе в депутатскую группу «Воля народа», что привело к драке в Раде 3 марта 2015 года. За это 4 марта Рада поддержала предложение о лишении Мельничука права принимать участие в 5 пленарных заседаниях парламента.
В феврале 2015 года в интервью Би-би-си взял на себя вину в корректировке артиллерийского огня, приведшего к гибели 17 июня 2014 года журналистов ВГТРК Игоря Корнелюка и Антона Волошина.
Позже против него было возбуждено уголовное дело. Мельничука подозревают в создании преступной организации, и 3 июня 2015 года с него была снята депутатская неприкосновенность, однако Рада не дала разрешения на арест Мельничука.
Бойцы и командиры «Айдара» многократно обвинялись в совершении целого ряда преступлений, среди которых — грабежи, вымогательства, похищения людей, убийства и мародёрство.
Обвинения в адрес «Айдара» выдвигались не только со стороны сепаратистов и граждан, лояльных к ДНР и ЛНР. Ещё осенью 2014 года международная неправительственная организация Amnesty International опубликовала доклад, в котором указано, что бойцы батальона причастны к похищениям людей, неправомерным арестам, жестокому обращению, кражам, шантажу, вымогательству крупных сумм денег и, возможно, казням задержанных.
9 августа 2015 года Мельничук был задержан патрульной полицией за нарушение ст. 126 Кодекса Украины об административных правонарушениях. 31 марта 2016 года Соломенский районный суд Киева постановил, что штраф был сфальсифицирован, и отменил его.
В сентябре 2015 года проиграл иск против Генерального прокурора Украины Шокина в Печерском райсуде Киева о защите чести и достоинства и деловой репутации.
1 октября 2015 года Генеральная прокуратура Украины передала в Шевченковский районный суд Киева обвинение депутата Верховной Рады Украины Сергея Мельничука, несмотря на отказ подозреваемого получить его.
Самовидвиженец на выборах городского головы Киева 25 октября 2015 года, занял в 1 туре последнее место, набрав 0,07 % голосов избирателей (626 чел.).
30 октября 2016 года Сергей Мельничук задекларировал за 2015 год денежные активы в размере 1 триллион гривен (38,7 миллиарда долларов по курсу НБУ). Годовой доход Мельничука составила депутатская зарплата в 73 478 гривен. Чуть позже в пресс-службе депутатской группы произошедшее объяснили шуткой, а на следующий день сам Мельничук заявил, что хотел таким образом привлечь внимание к проблеме коррупции в стране.
1 ноября 2018 года были введены российские санкции против 322 граждан Украины, включая Сергея Мельничука.
1 марта 2020 года экс-депутата задержали сотрудники Интерпола на границе Греции и Болгарии по запросу России. Вместе с ним была беременная жена и девятимесячный сын. По словам самого Мельничука, его задержали за убийство на территории Ростовской области и создание незаконного вооруженного формирования. Однако спустя два дня суд в Греции освободил его из-под стражи и отпустил.
2 октября 2023 Росфинмониторинг включил Сергея Мельничука в перечень террористов и экстремистов.

## Семья
Первая жена — Мельничук Наталия Васильевна. От первого брака есть сын и дочь.
В 2018 г женился  на дочери депутата парламента Дагестана РФ  и пятикратном чемпионе мира по армрестленгу Ч. Омарова.  Патимат  Чупалавовне Омаровой, выпускнице Вышей Школы Экономике, долларовой миллионерше От брака двое сыновей.
В 2014 р.  участвовала в освещении событий  движения «Русская весна» на Донбассе,  работала ведущей  телепрограм в России, а так же была экспертом различных аналитических центров.
В 2017 г переехала в Украину, где  постоянно ведет обзоры на международных  каналах, поддержживая Украину в борьбе за территориальную целостность, частый гость арабских, турецких и английских телеканалов.